# 假辣子
假辣子（学名：Litsea balansae）为樟科木薑子屬下的一个植物种。